# Rajpipla (ciutat)
Rajpipla és una ciutat i municipalitat del districte de Narmada a l'estat de Gujarat. Està situada a 21° 47′ N, 73° 34′ E / 21.78°N,73.57°E a les faldilles de la muntanya Devsatra (on hi ha doues fortaleses) a uns 15 km a l'oest de Nandod. Segons el cens del 2001 la població de la ciutat era de 34.923 habitants.
Va donar nom al principat de Rajpipla del que fou la primera capital, fins que fou traslladada a Nandod vers el 1730. Després fins al segle XX només podia ser habitat i visitat per bhils. El 1730 es va construir una nova fortalesa a la riba del Karjan a uns 3 km d'una gorga de muntanya, amb un palau, prop de la moderna ciutat de Nandod.